# Louizapoortgalerij

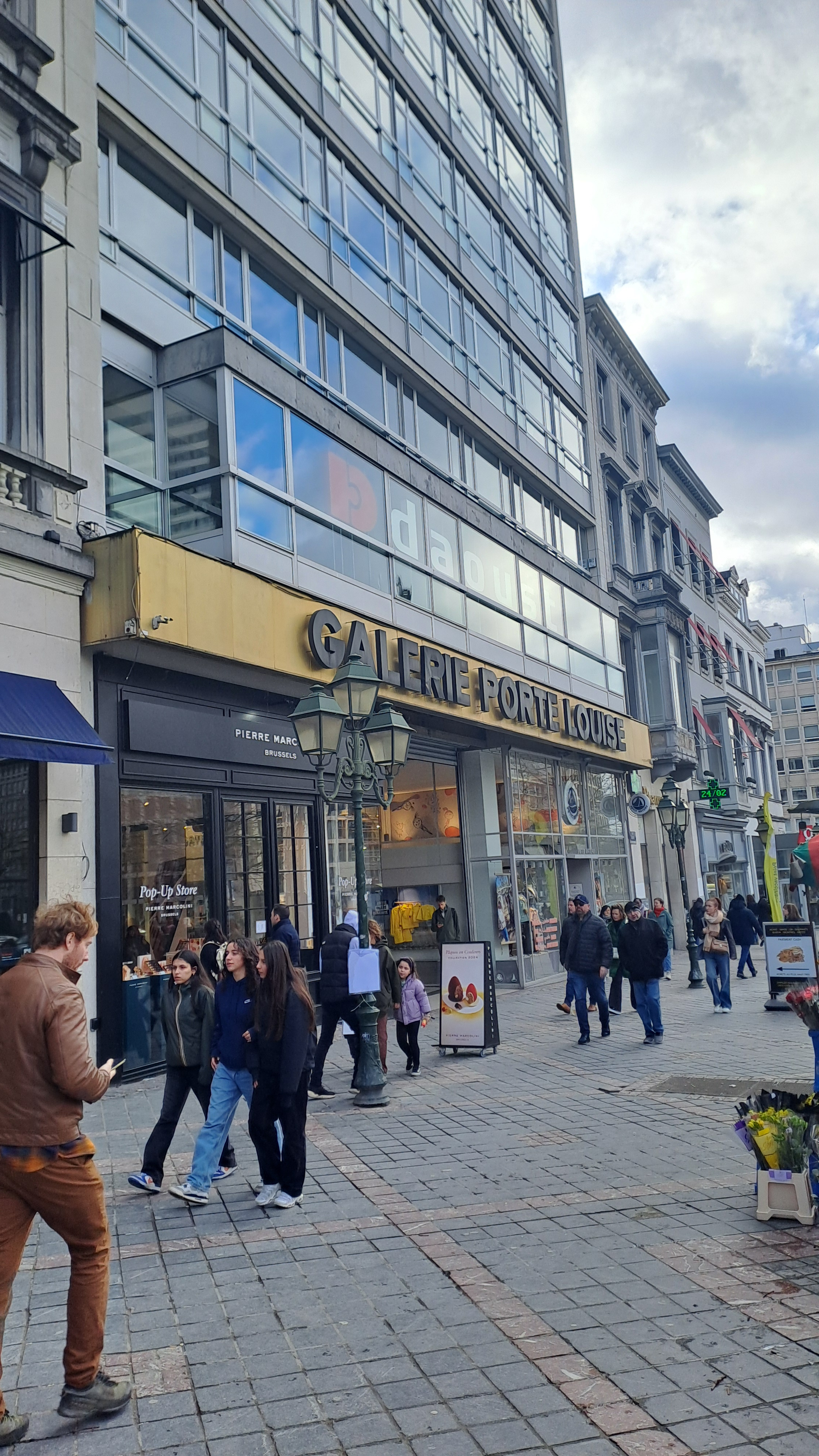
Louizapoortgalerij in Brussel

De Louizapoortgalerij is een overdekte winkelgalerij in de Brusselse bovenstad.

## Ligging
De winkelgalerij is gelegen aan de Gulden-Vlieslaan in de gemeente Elsene. De galerij sluit aan op de winkelgalerij Espace Louise aan de zuidoostelijke zijde en de winkelgalerij Louizagalerij aan de zuidwestelijke zijde, waardoor er een overdekte voetgangerszone is parallel aan de Louizalaan tussen de Gulden-Vlieslaan en het Stefaniaplein. De galerij is ook bereikbaar via de Inno aan de Louizalaan.

## Geschiedenis
De winkelgalerij werd gebouwd in opdracht van Auxari N.V. tussen 1963 en 1964 naar een ontwerp van het architectenbureau van Jacques Cuisinier in samenwerking met het bureau L.M. Chapeau, Spellinck en Culier. Bij de bouw moest rekening worden gehouden met het hoogteverschil van circa 13 meter tussen de Gulden-Vlieslaan en de Kapitein Crespelstraat.
De galerij doorkruiste het Karmelietenklooster en het koor van de Christ Church. Het koor van de kerk werd gestut en bleef bewaard, terwijl het oude klooster en de bijbehorende tuin verdwenen om plaats te maken voor de nieuwbouw. Op het dak van het nieuwe complex werden nieuwe kloostergebouwen gebouwd met een betegelde binnentuin. Tussen de galerij en de nieuwe kloostergebouwen liggen drie niveaus, die voornamelijk een parkeerbestemming hebben. De parking is bereikbaar via de Kapitein Crespelstraat. Aan de Gulden-Vlieslaan bleef de oorspronkelijke gevel in eerste instantie bewaard, maar deze werd in 1966 gesloopt om plaats te maken voor het huidige kantoorgebouw naar een ontwerp van de architect Jacques Cuisinier.
In 2023 werd het winkelcentrum inpandig gemoderniseerd onder leiding van het architectenbureau Chapman Taylor, waarbij de plafonds in de oorspronkelijke staat werden teruggebracht en de verlichting werd verbeterd. In latere fases zullen de vloeren en de winkelpuien worden gemoderniseerd.